# Medieș-Vii
Medieș-Vii – wieś w Rumunii, w okręgu Satu Mare, w gminie Medieșu Aurit. W 2011 roku liczyła 225 mieszkańców. 